# Joseph D. Tydings
Joseph D. Tydings (Asheville, 1928. május 4. – Annapolis, 2018. október 8.) az Amerikai Egyesült Államok szenátora (Maryland, 1965–1971).